# Platja de Palombina
La Platja de Palombina és una de les platges de la parròquia de Celorio, en el concejo de Llanes, Astúries.
S'emmarca a les platges de la Costa oriental d'Astúries, coneguda com a Costa Verda Asturiana i és considerada paisatge protegit, des del punt de vista mediambiental (per la seva vegetació). Per aquest motiu està integrada, segons informació del Ministeri d'Agricultura, Alimentació i Medi ambient, en el Paisatge Protegit de la Costa Oriental d'Astúries.

## Descripció
La platja de la Palombina presenta forma de petxina amb un tómbol.
Se la hi considera un platja urbana per estar situada en el mateix nucli de Celorio, la qual cosa fa que tingui una gran afluència de banyistes. Com a serveis compta amb dutxes, papereres, salvament, neteja i passeig marítim. A més en 2014 va aconseguir la Bandera Blava i la Q de Qualitat. Encara que es pot accedir amb cotxe, no posseeix aparcament propi.